# Heinrich Ludwig von Hessen
Heinrich Ludwig von Hessen (auch: von Hesse) (* Januar 1736 auf Sawadden (Kreis Lyck); † 7. Oktober 1809 in Gaudenz) war ein preußischer Generalmajor.

## Leben

### Herkunft
Seine Eltern waren der Herr auf Sawadden N.N. von Hessen und dessen Ehefrau Anna Hedwig, geborene von Taubenheim († 1746).

### Militärkarriere
Hessen kam am 30. September 1750 als Kadett nach Berlin und wurde am 4. August 1756 als Gefreitenkorporal im I. Bataillon Garde der Preußischen Armee angestellt. Während des Siebenjährigen Krieges kämpfte er bei Leuthen und Kolin. Am 9. Januar 1758 wurde er Fähnrich der Garde und am 10. Dezember 1760 Sekondeleutnant.
Nach dem Krieg avancierte er am 20. März 1769 Premierleutnant. Als Kapitän und Kompaniechef kam Hessen am 30. Januar 1774 in das neugebildeten Infanterieregiment „von Rohr“. Am 19. Juni 1775 wurde er Major und nahm 1778/79 am Bayerischen Erbfolgekrieg teil. Am 26. September 1784 wurde er dort Oberstleutnant und am 7. Dezember 1784 Regimentskommandeur. Am 25. Dezember 1786 erhielt Hessen nachträglich für seine Dienste während des Siebenjährigen Krieges den Orden Pour le Mérite. Am 23. Mai 1787 wurde er zum Oberst befördert. Hessen erhielt am 10. Mai 1792 seine Demission mit einer Pension von 800 Talern. Außerdem verlieh ihm der König am 30. Juni 1792 den Charakter als Generalmajor. Nach dem verlorenen Krieg erhielt er am 12. März 1808 die Mitteilung, dass seine Pension nicht mehr gezahlt werden könne, dafür erhielt er eine Unterstützung von 50 Talern. Er starb am 7. Oktober 1809 in Gaudenz.

### Familie
Seine Frau ist unbekannt. Er hatte aber Nachkommen:
- Theodor (* 1766 in Potsdam; † 26. August 1794), gefallen bei Warschau als Sekondeleutnant im Infanterieregiment „von Bonin“
- Karoline Amalie Tugendreich (* 1768) ⚭ Friedrich von Hochstetter, Oberst im Infanterieregiment „von Anhalt“